# Vougy (Alta Saboya)
Vougy es una comuna y localidad francesa situada en la región Ródano-Alpes, en el departamento de Alta Saboya, en el distrito de Bonneville.

## Geografía
La comuna está situada en el valle del Arve, entre Cluses y Bonneville. Se extiende entre el río y las primeras pendientes que llevan a Mont-Saxonnex.

## Demografía
| 215                       | 177 | 180 | 217 | abs. | 252 | abs. | 289 | abs. | 321 | 306 | 348 | 364 | 388 | 396 | 423 | 388 | 369 | 374 | 394 | 354 | 328 | 324 | 309 | 294 | 284 | 375 | 385 | 424 | 516 | 597 | 867 | 958 | 1 368 |
| (Fuente: INSEE y Cassini) |     |     |     |      |     |      |     |      |     |     |     |     |     |     |     |     |     |     |     |     |     |     |     |     |     |     |     |     |     |     |     |     |       |

## Lista de alcaldes
- marzo de 2008 - actualidad: Alain Solliet